# Ceuthorhynchidius
Ceuthorhynchidius är ett släkte av skalbaggar. Ceuthorhynchidius ingår i familjen vivlar.
Kladogram enligt Catalogue of Life:
| Ceuthorhynchidius | \| \| Ceuthorhynchidius albosuturalis \| \| \| \| \| \| Ceuthorhynchidius angulatus \| \| \| \| \| \| Ceuthorhynchidius aztecus \| \| \| \| \| \| Ceuthorhynchidius cakilis \| \| \| \| \| \| Ceuthorhynchidius caucasicus \| \| \| \| \| \| Ceuthorhynchidius effrons \| \| \| \| \| \| Ceuthorhynchidius hassicus \| \| \| \| \| \| Ceuthorhynchidius longimanus \| \| \| \| \| \| Ceuthorhynchidius minimus \| \| \| \| \| \| Ceuthorhynchidius wickhami \| \| \| \| |
|                   | \| \| Ceuthorhynchidius albosuturalis \| \| \| \| \| \| Ceuthorhynchidius angulatus \| \| \| \| \| \| Ceuthorhynchidius aztecus \| \| \| \| \| \| Ceuthorhynchidius cakilis \| \| \| \| \| \| Ceuthorhynchidius caucasicus \| \| \| \| \| \| Ceuthorhynchidius effrons \| \| \| \| \| \| Ceuthorhynchidius hassicus \| \| \| \| \| \| Ceuthorhynchidius longimanus \| \| \| \| \| \| Ceuthorhynchidius minimus \| \| \| \| \| \| Ceuthorhynchidius wickhami \| \| \| \| |
|                   | Ceuthorhynchidius albosuturalis |
|                   | |
|                   | Ceuthorhynchidius angulatus |
|                   | |
|                   | Ceuthorhynchidius aztecus |
|                   | |
|                   | Ceuthorhynchidius cakilis |
|                   | |
|                   | Ceuthorhynchidius caucasicus |
|                   | |
|                   | Ceuthorhynchidius effrons |
|                   | |
|                   | Ceuthorhynchidius hassicus |
|                   | |
|                   | Ceuthorhynchidius longimanus |
|                   | |
|                   | Ceuthorhynchidius minimus |
|                   | |
|                   | Ceuthorhynchidius wickhami |
|                   | |